# Чанкья Ролпай Дордже
Чанкья Ролпай Дордже (монг. Ролбийдорж; 1717—1786) — главный учитель тибетского буддизма при дворе Цин, близкий соратник китайского императора Цяньлуна и важный посредник между императорским двором и Внутренней Азией]. Он также руководил переводом тибетского буддийского канона на классический монгольский и маньчжурский языки, участвовал в составлении четырехъязычного набора (китайский, маньчжурский, монгольский и тибетский) и руководил переводом с китайского на маньчжурский, монгольский и тибетский языки всей Шурангама-сутры, завершенного в 1763 году; тибетский перевод в настоящее время сохраняется в дополнении к Нартанг Ганджуру.

## Биография

### Рождение и раннее образование
Чанкья Ролпай Дордже родился в 10-й день четвертого (Хор) месяца года огненной птицы (1717 г.) в Увэй (ранее известном как Лянчжоу) недалеко от Ланьчжоу в Ганьсу. В раннем возрасте он был признан первым Джамьянгом Шэпой воплощением предыдущего Джанджи-хутухты из монастыря Гонлун Джампа Лин (佑宁 寺) в Амдо (ныне Цинхай), одном из четырех величайших монастырей Гелугпа на севере. По его инициативе император Канси послал Качена Шерап Даргье в качестве своего представителя.
В 1723 году, вскоре после смерти Канси, когда новый правитель Юнчжэн (годы правления 1722—1735) устанавливал свою власть, монгольские племена вместе со своими тибетскими союзниками Амдо заявили о правопреемстве Гуши-хана, и при поддержке некоторых группировок внутри монастырей, восстали против Цин в районе Коконор. Юнчжэн настаивал на жестоких репрессиях, и в Амдо маньчжурская армия, разрушила деревни и монастыри, которые, как полагают, выступили на стороне повстанцев, в том числе и монастырь Гонлун в 1724 году:50, 321. Однако император приказал не причинять вреда семилетнему воплощению Джанджи, а привезти его в Китай в качестве «гостя». При дворе императора Юнчжэна он вырос и получил образование, чтобы служить посредником между центром маньчжурской власти и буддистами Амдо, Тибета и Монголии. Среди монашеских учителей Ролпая Дордже были Чжаншу Качен Шерап Даргье; второй Тхукен Хутухта, Нгакванг Чоки Гьяцо и Аце Чодже Лозанг Чодзин.
Чанкья Ролпай Дордже и его учителя поняли, что для того, чтобы учения гелугпа процветали в Китае и Маньчжурии, они должны быть доступны на китайском, монгольском и маньчжурском языках, и поэтому он начал изучение этих языков. Одним из его сокурсников был принц Хунли, который стал его другом и, в конечном итоге, императором Цяньлуном (годы правления 1735—1796).
Он также интересовался китайским буддизмом и думал, что их основные философские взгляды очень похожи на философские взгляды школы Йогачары (тибетский: སེམས་ ཙམ་ པ). Он также, по-видимому, был тем, кто придумал, что Дампа Сангье, индийский основатель школы Умиротворения (тибетский: ཞི་ བྱེད །, Вайли: zhi byed) в Тибете, который предположительно также посетил Китай, и Бодхидхарма были одним и тем же человеком.

### Изгнание 7-го Далай-ламы

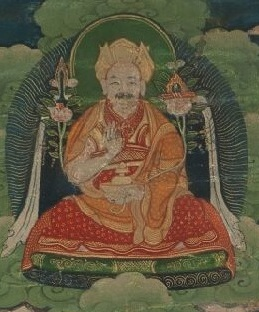
Третий Джанджа-хутухта, Ролпай Дордже

В конце 1720-х годов Полхане Сонам Топгье провёл успешную кампанию по захвату Тибета, и Седьмой Далай-лама был изгнан, оставив Лхасу в конце 1728 года. Маньчжурские амбани в Лхасе, представители императора Юнчжэна, устроили приглашение на Панчен-ламы Лозанга Йеше отправился в Лхасу, что он неохотно сделал в октябре 1728 года. Полхане предоставил ему власть над большей частью Цанга и Нгари, вынудив его уступить восточную часть региона Лхасе.
В 1729 году, после того как Панчен-лама послал письмо и многочисленные подарки императору Юнчжэну, Ролпай Дордже получил разрешение от императора на восстановление своего монастыря Гёнлун Джампа Лин:341.

### Первый визит в Тибет
В 1732 году Панчен-лама обратился к императору с просьбой разрешить Седьмому Далай-ламе вернуться в Лхасу. Когда петиция была удовлетворена в 1734 году, Юнчжэн приказал Ролпаю Дордже сопровождать 7-го Далай-ламу в Лхасу. Эта поездка дала Ролпаю Дордже возможность учиться у Далай-ламы, а также делать подношения в главных монастырях Лхасы и дарить подарки от императора. В 1735 году Джанджа-хутухта и Далай-лама отправились в монастырь Ташилунпо в Шигадзе, чтобы выразить свое почтение Лобсангу Еше, 5-му Панчен-ламе (1663—1737), где Ролпай Дордже принял как свои первоначальные, так и последние монашеские обеты под наблюдением Панчен-ламы.
Когда Юнчжэн умер в 1736 году, Ролпай Дордже был вынужден отказаться от своих планов учиться у Панчен-ламы и вернулся в Пекин. И Панчен-лама, и Далай-лама преподнесли ему религиозные статуи и другие важные предметы в качестве прощальных даров.

### Лама императора Цяньлуна

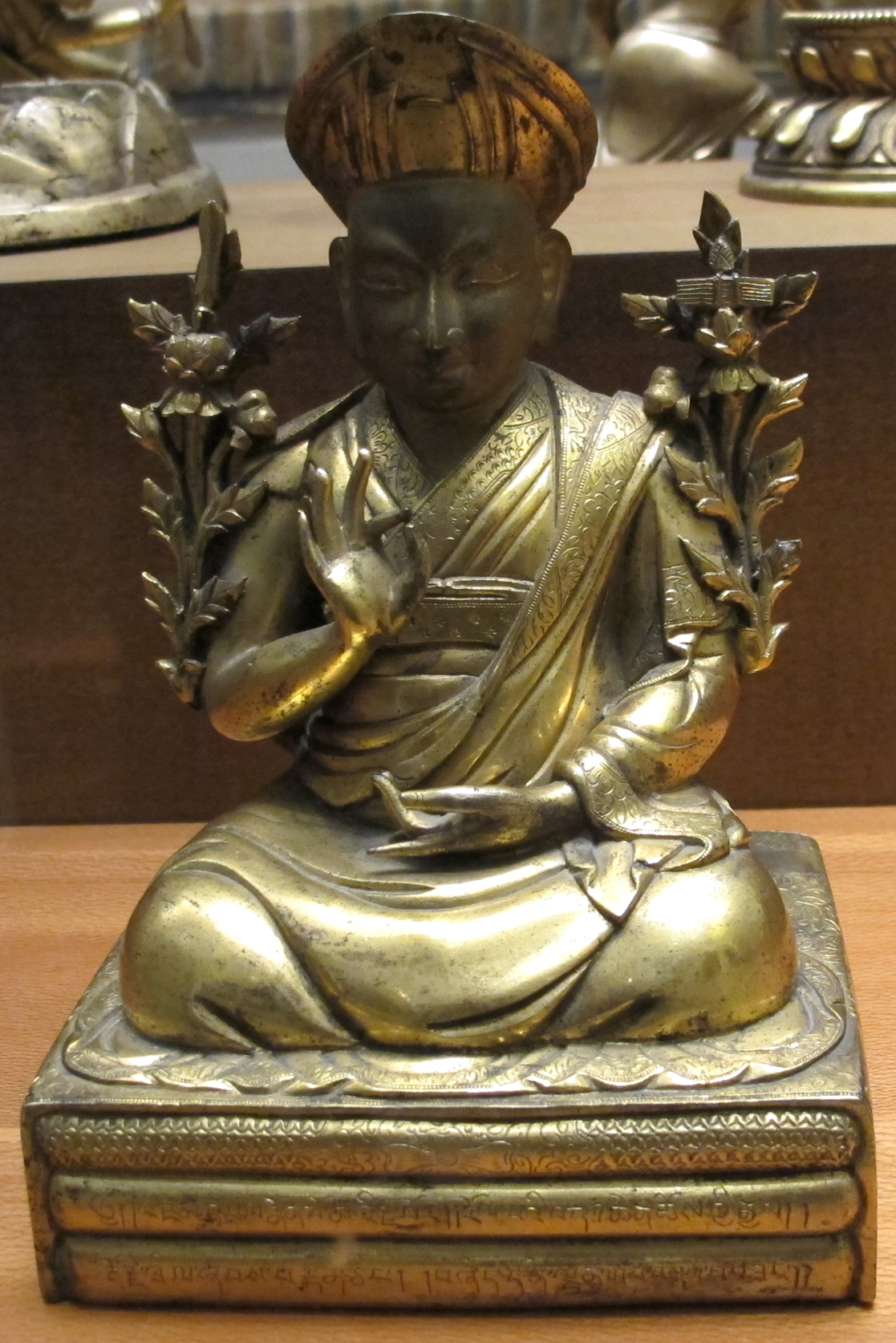
Статуя XVIII века Ролпая Дордже

В 1744 году император Цяньлун решил превратить дворец Юнхэгун в Пекине в монастырь Гелугпа, а также в Императорский дворец. Он стал резиденцией Джанджи и многих других важных тулку из Амдо и Монголии, а также центром Цин для управления делами тибетского буддизма и контроля над местными властями в Монголии, Амдо, Тибете и других областях, исповедовавших тибетский буддизм.
В 1744 году Цяньлун также указал Ролпаю Дордже, что он хочет получать частные религиозные уроки, и Ролпай Дордже сначала научил его комментариям о том, как найти прибежище в трёх драгоценностях, а также обучил его тибетской грамматике и чтению. Позже Цяньлун запросил учения о пути бодхисаттвы, и Рёльпе Дорже обучил его комментарию Ваджрадхары Кунчок Гьялцена к Постепенному Пути (Лам Рим) вместе с комментарием предыдущего Чангкья, Нгаванг Лосанг Чоден. «Изучая эти два текста, Цяньлун развил великую веру (gong ma thugs dad gting nas khrungs) и взял на себя обязательство практиковать ежедневно, которое он продолжал, несмотря на свой плотный график».
В 1745 году, после того как Рёльпе Дорже завершил ретрит, император Цяньлун попросил его дать ему тантрические учения и посвящение (абхишека) его йидаму, Чакрасамваре. Как ученик и проситель абхишеки, император должен был собрать все необходимые материалы и оборудование. Ролпай Дордже даровал императору абхишеке пять божеств Чакрасамвару в соответствии с линией индийского сиддха, Гхантапы. Во время инициации Релпе Дорже как ваджрный мастер сел на трон, а император преклонил колени, чтобы получить посвящение в соответствии с предписаниями для учеников. Император поднес 100 унций золота с мандалой (символизирующей вселенную), чтобы получить посвящение. После инициации Цяньлун сказал Ролпаю Дордже: «Теперь ты не только мой лама, ты мой ваджрный учитель».
В 1748 году Рёльпе Дорже совершил свою первую поездку обратно в Гонлун Джампа Лин, свой монастырь, который он оставил в детстве, и по его просьбе монастырю была вручена Императорская мемориальная доска, которая была установлена над входом в главный зал собраний:341—348.

## Комментарии
1. ↑  Во время правления императора Цяньлуна, император приказал перевести Шурангама-сутру на тибетский, маньчжурский и монгольский языки и объединить с китайским в сборник на четырех языках (乾隆皇帝在位时间，曾将其译成藏、满、蒙、汉文四体合璧本。)'"`UNIQ--ref-00000000-QINU`"'.
2. ↑  "Всякий раз, когда возникала возможность сомнения [в правильности перевода] быстро исправлялся советом государственного учителя (или национального наставника) [8b] Лкан-ска Ху-тхог-ту (также известного как Третий Чангкья Хутухту Рёльпе Дорже) и [вопрос] решен"'"`UNIQ--ref-00000002-QINU`"'
"Перевод сутры был начат в 1752 году и закончен в 1763 году"'"`UNIQ--ref-00000003-QINU`"'.
3. ↑  Хотя фон Шталь-Гольштейн называет эту трипитаку "Нартангским Ганджуром", в современном обиходе она известна как "Пекинский Ганджур". Ранние печатные издания «Пекинского Ганджура» были напечатаны киноварными чернилами. Более поздние оттиски и любые приложения должны были быть напечатаны черными чернилами.
"Принц Фу-чжуань, главный редактор «Ганджура» издания  1700 года, сообщает, что при подготовке издания он действовал по приказу императора Канси, чтобы дополнить «Ганджур». Император Цяньлун почитал императора Кан-си как образец правителя и по возможности следовал примеру деда.'"`UNIQ--ref-00000005-QINU`"'.
4. ↑  Имя Третьего Чангкья было Я-си-юэ-би-ронг-мэй, его также звали Руобидуодзи (Рёльпе Дорже). Он родился в первом месяце 1717 года (по западному календарю это должен быть февраль 1717 года) в Лянчжоу провинции Ганьсу (三世章嘉，名亚西月毕蓉梅，亦名若必多吉，生于康熙五十六年（1717）正月，甘肃凉州人。)'"`UNIQ--ref-00000007-QINU`"'.